# Remlingen (Bajorország)
Remlingen település Németországban, azon belül Bajorországban. Lakosainak száma 1521 fő (2023. december 31.). Remlingen Triefenstein, Holzkirchen, Uettingen, Greußenheim, Birkenfeld, Karbach és Erlenbach bei Marktheidenfeld községekkel határos.

## Népesség
A település népessége az elmúlt években az alábbi módon változott:
| Lakosok száma | 1258 | 1518 | 1424 | 1371 | 1492 | 1484 | 1498 | 1504 | 1527 | 1521 |
|               | 1875 | 1950 | 1975 | 1987 | 2012 | 2014 | 2016 | 2017 | 2021 | 2023 |